# Stöckl (Talkshow)
Stöckl (Eigenschreibweise: STÖCKL.) ist eine Talkshow des ORF, die seit dem 21. Februar 2013 am Donnerstag um 23:00 Uhr in ORF 2 ausgestrahlt wird.
Barbara Stöckl moderiert ein einstündiges, nicht-konfrontatives Gespräch zwischen bis zu vier Gästen. Für die Sendungsleitung ist Gerhard Jelinek verantwortlich.

## Sendungen (Auswahl)
- 21. Februar 2013 mit Hans Adelmann, Halbbruder von Frank Stronach, Vea Kaiser, Markus Hengstschläger und Karl Merkatz
- 28. März 2013 mit Niki Lauda und Samuel Koch
- 11. April 2013 mit Dagmar Koller, Paul-Julien Robert, Elisabeth Karamat und Raphael M. Bonelli
- 10. Oktober 2013 mit André Heller und Erika Pluhar
- 17. Oktober 2013 mit Bibiana Zeller, Matthias Strolz, Alexander Huber, Beatrice Achaleke
- 24. Oktober 2013 mit Peter Simonischek, Phillipp Leeb, Angelika Kirchschlager, Sigi Bergmann
- 31. Oktober 2013 mit Cornelius Obonya, Sabine Ladstätter, Stefanie Herkner, Peter Püspök
- 28. November 2013 mit Regula Stämpfli, Markus Müller, Sarah Wassermair, Ottfried Fischer
- 5. Dezember 2013 mit Christine Nöstlinger, Thomas Brezina, Alex Capus, Ulrike Beimpold
- 19. Dezember 2013 mit Hermann Nitsch, Adele Neuhauser, Sabine Perzy, Karlheinz Töchterle
- 9. Januar 2014 mit Gerlinde Kaltenbrunner, Susanne Kirnbauer, Martin Grubinger, Helmut A. Gansterer
- 16. Januar 2014 mit Thomas Glavinic, Sven Hannawald, Martina Leibovici-Mühlberger, Hans Sigl
- 6. März 2014 mit Matthias Horx, Angelika Kaufmann, Toni Polster, Julia Schrenk
- 20. März 2014 mit Lotte Tobisch, Prinz Chaos II., Erhard Busek, Bernhard Aichner
- 20. November 2014 mit Erni Mangold, Matthias Strolz, Sabine Haag und Georg Fraberger
- 27. November 2014 mit Willi Resetarits, Renate Daimler, Claus Lamm und Dudu Kücükgöl
- 4. Dezember 2014 mit Freda Meissner-Blau, Andrä Rupprechter, Josef Cap, Daniela Platsch – 30 Jahre Sternmarsch Hainburger Au
- 11. Dezember 2014 mit Peter Weck, Rotraud A. Perner, Elisabeth Gürtler und Bianca Gusenbauer
- 18. Dezember 2014 mit Heinz Marecek, Natalia Ushakova, Christoph Quarch, Heike Göschl, Witwe des Extrembergsteigers Gerfried Göschl
- 8. Januar 2015 mit Clemens Sedmak, Robert Dekeyser, Dirk Stermann, Ruth Brauer-Kvam
- 15. Januar 2015 mit Herbert Grönemeyer
- 2. Juli 2015: 100. Ausgabe mit Dolly Buster, Teddy Podgorski, Hannes Arch, Rebecca Horner[2]
- 10. September 2015 mit Astrid Wagner, Gregor Bloéb, Heinz Oberhummer und Marina Hoermanseder[3]
- 12. November 2015 mit Hannes Androsch, Mathilde Schwabeneder, Sofie Quidenus, Robert Trappl[4]
- 2. Juni 2016 mit Elisabeth Gürtler, Marc Pircher, Wolfgang Pennwieser und Lisa Eckhart[5]
- 13. Oktober 2016: 150. Ausgabe mit Reinhold Messner, Konrad Paul Liessmann und Michael Köhlmeier[6]